# Dino Dini
Dino Dini, född 5 juni 1965, är en datorspelsutvecklare som specialiserat sig på fotbollsspel. Han är av många ansedd som fotbollsspelens fader då han utvecklade de första fotbollsspelssuccéerna i Kick Off och Player Manager vilka influerat senare fotbollsspel avsevärt. Sedan hans stora succéer med framförallt Kick Off i början på 90-talet har hans utvecklande av spel inte nått samma popularitet och uppskattning. Under 2000-talet har han arbetat med titlar som Soccer 2 och Total Control Fotball vilka samtliga projekt avslutades under utvecklingsstadiet innan de släpptes.

## Utvecklade spel
Spel utvecklade av Dino Dini:
- Kick Off (utgiven av Anco, 1989) Amiga, Atari ST
- Player Manager (Anco, 1990) Amiga, Atari ST
- Kick Off 2 (Anco, 1990) Amiga, Atari ST
- GOAL! (Virgin Games, 1993) Amiga, Atari ST
- Dino Dini's Soccer (Virgin Games, 1994) Sega Mega Drive